# Разбоени (Њамц)
Разбоени (рум. Războeni) насеље је у Румунији у округу Њамц у општини Разбојени. Oпштина се налази на надморској висини од 363 m.

## Становништво
Према подацима из 2011. године у насељу је живело 2381 становника.